# グランドスラム・大阪2018
グランドスラム・大阪2018（グランドスラム・おおさか2018）は2018年11月23日から25日の3日間にわたって、大阪市中央体育館（丸善インテックスアリーナ大阪）で開催された柔道の国際大会（グランドスラム）。本大会はこれまでグランドスラム・東京として、東京の東京体育館で開催されてきたが、2020年東京オリンピックに向けた改修工事のため使用できないことから、今回は大阪で開催されることになった。そのため、大会名称もグランドスラム・大阪となった。
　　　　

## 大会概要
| 正式名称 | GRAND SLAM OSAKA 2018 INTERNATIONAL JUDO TOURNAMENT |
| 開催日程 | 23日 男子60kg級、66kg級、女子48kg級、52kg級 24日 男子73kg級、81kg級、女子57kg級、63kg級、70kg級 25日 男子90kg級、100kg級、100kg超級、女子78kg級、78kg超級 |
| 開催場所 | 大阪市中央体育館 （丸善インテックスアリーナ大阪） |

大会ポスターでは主催国際柔道連盟、主管全日本柔道連盟としている。一方で全日本柔道連盟インターネットサイトのテキスト情報では主催全日本柔道連盟としている。

## 大会結果

### 男子
| 階級        | 金             | 銀                     | 銅                                                |
| ----------- | -------------- | ---------------------- | ------------------------------------------------- |
| 60kg以下級  | 永山竜樹       | ヤゴ・アブラゼ         | 大島優磨 金源鎮                                   |
| 66kg以下級  | 丸山城志郎     | 阿部一二三             | アラム・グリゴリャン ヨンドンペレンレイ・バスフー |
| 73kg以下級  | 大野将平       | 海老沼匡               | 立川新 トミー・マシアス                           |
| 81kg以下級  | 佐々木健志     | 小原拳哉               | 永瀬貴規 ヴェダト・アルバイラク                   |
| 90kg以下級  | 向翔一郎       | ノエル・ファントエンド | 村尾三四郎 エドゥアルト・トリッペル               |
| 100kg以下級 | ウルフ・アロン | シャディ・エルナハス   | 飯田健太郎 ジョルジ・フォンセカ                   |
| 100kg超級   | ヘンク・フロル | ルカシュ・クルパレク   | 影浦心 タメルラン・バシャエフ                     |

### 女子
| 階級       | 金                     | 銀                             | 銅                                  |
| ---------- | ---------------------- | ------------------------------ | ----------------------------------- |
| 48kg以下級 | 渡名喜風南             | ムンフバット・ウランツェツェグ | 近藤亜美 遠藤宏美                   |
| 52kg以下級 | 阿部詩                 | 角田夏実                       | 志々目愛 アマンディーヌ・ブシャール |
| 57kg以下級 | ジェシカ・クリムカイト | 玉置桃                         | 舟久保遥香 権柔貞                   |
| 63kg以下級 | 土井雅子               | 鍋倉那美                       | 田代未来 能智亜衣美                 |
| 70kg以下級 | 新井千鶴               | アンナ・ベルンホルム           | 新添左季 マルゴー・ピノ             |
| 78kg以下級 | 佐藤瑠香               | 梅木真美                       | 濵田尚里 カリエマ・アントマルチ     |
| 78kg超級   | イダリス・オルティス   | 素根輝                         | 朝比奈沙羅 稲森奈見                 |

## 各国メダル数
| 順 | 国・地域     | 金 | 銀 | 銅 | 計 |
| -- | ------------ | -- | -- | -- | -- |
| 1  | 日本         | 11 | 8  | 16 | 35 |
| 2  | カナダ       | 1  | 1  | 0  | 2  |
| 2  | オランダ     | 1  | 1  | 0  | 2  |
| 4  | キューバ     | 1  | 0  | 1  | 2  |
| 5  | モンゴル     | 0  | 1  | 1  | 2  |
| 5  | スウェーデン | 0  | 1  | 1  | 2  |
| 7  | チェコ       | 0  | 1  | 0  | 1  |
| 8  | フランス     | 0  | 0  | 2  | 2  |
| 8  | 韓国         | 0  | 0  | 2  | 2  |
| 10 | ドイツ       | 0  | 0  | 1  | 1  |
| 10 | ポルトガル   | 0  | 0  | 1  | 1  |
| 10 | トルコ       | 0  | 0  | 1  | 1  |

## テレビ放送
今大会はテレビ東京系列により放送された。MCを小泉孝太郎、サブキャスターを佐藤美希、進行アナウンサーを鷲見玲奈、現地解説を吉田秀彦、放送席解説を小野卓志、杉本美香がそれぞれ担当した。また、スペシャルゲストとして谷亮子が出演した。